# Tunelik w Panieńskich Skałach
Tunelik w Panieńskich Skałach – jaskinia w Panieńskich Skałach w Wolskim Dole w Lesie Wolskim w Krakowie. Pod względem geograficznym znajduje się w mezoregionie Pomost Krakowski, będącym częścią makroregionu Bramy Krakowskiej.

## Opis obiektu
Jaskinia znajduje się w głównej grupie Panieńskich Skał, po lewej stronie Szczeliny w Panieńskich Skałach. Ma otwór na pionowym pęknięciu skał, a prowadzący od niego meandrujący i gładkościenny tunel przebija skałę na wylot. Jest niski, tylko w środkowej części jego wysokość dochodzi do 1,5 m. Zaraz za otworem znajduje się boczne odgałęzienie w postaci rozmytej, wysokiej, ale zaklinowanej głazami szczeliny.
Jest to jaskinia krasowa. Powstała w strefie saturacji w wapieniach pochodzących z jury późnej. W głębi jest sucha i ciemna. Występuje w niej przewiew powietrza między otworami. Nacieków brak. Namulisko płytkie, próchniczno-gliniaste i pokryte liśćmi. Przy otworach rosną glony, porosty, paprocie zanokcica skalna Asplenium trichomanes i paprotnica krucha Cystopteris fragilis oraz mchy: opończyk krętozarodniowy Encalypta streptocarpa, merzyk prostodzióbkowy Mnium thomsonii i miedziówka poplątana Orthothecium intricatum.
Schronisko znane było od dawna. Po raz pierwszy zaznaczył go T. Fischer na szkicu Panieńskich Skał w 1938 roku. Dokumentację opracowali J. Baryła, M. Pruc i P. Malina w październiku 1999 r. Plan sporządził M. Pruc.

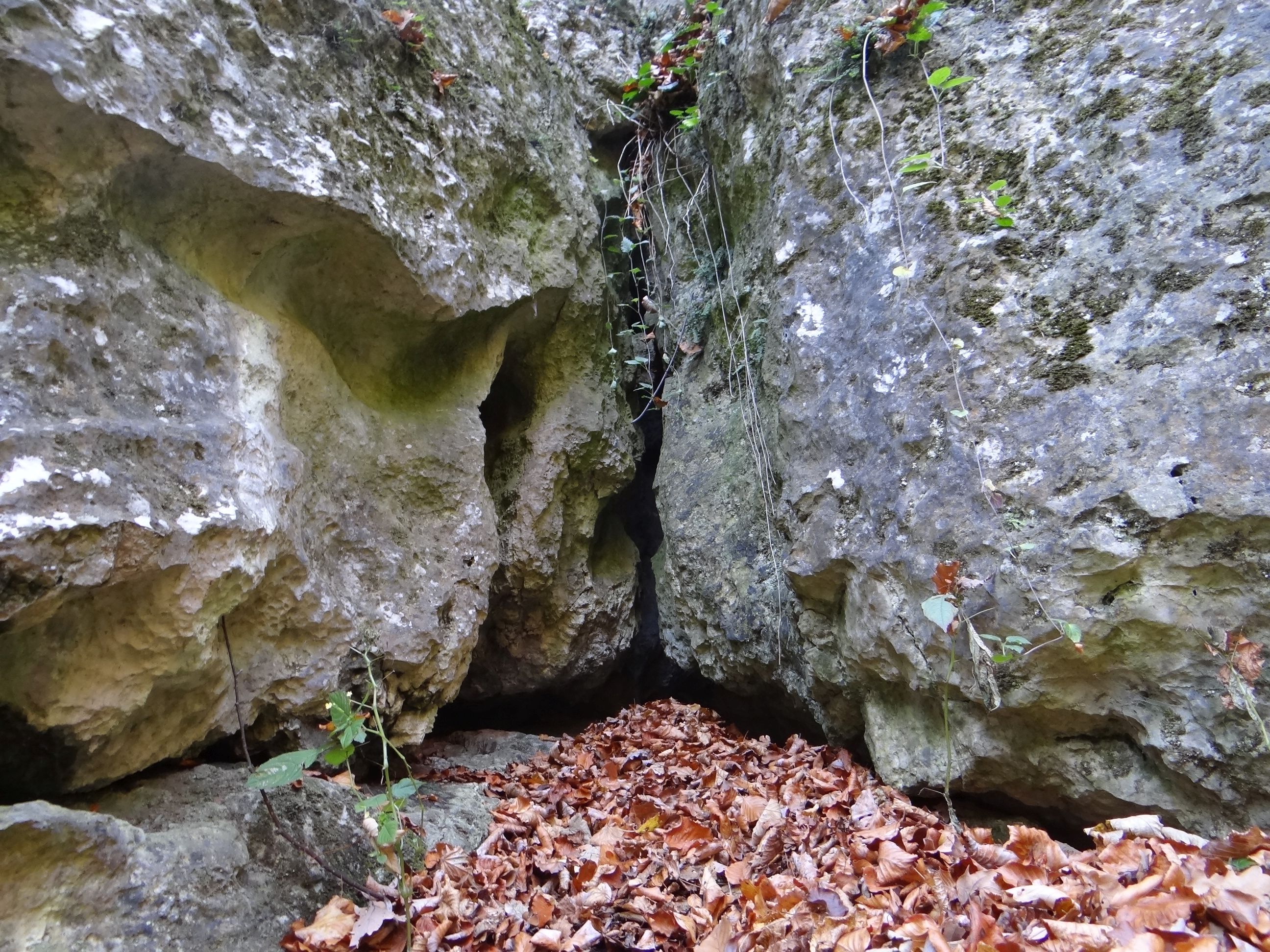
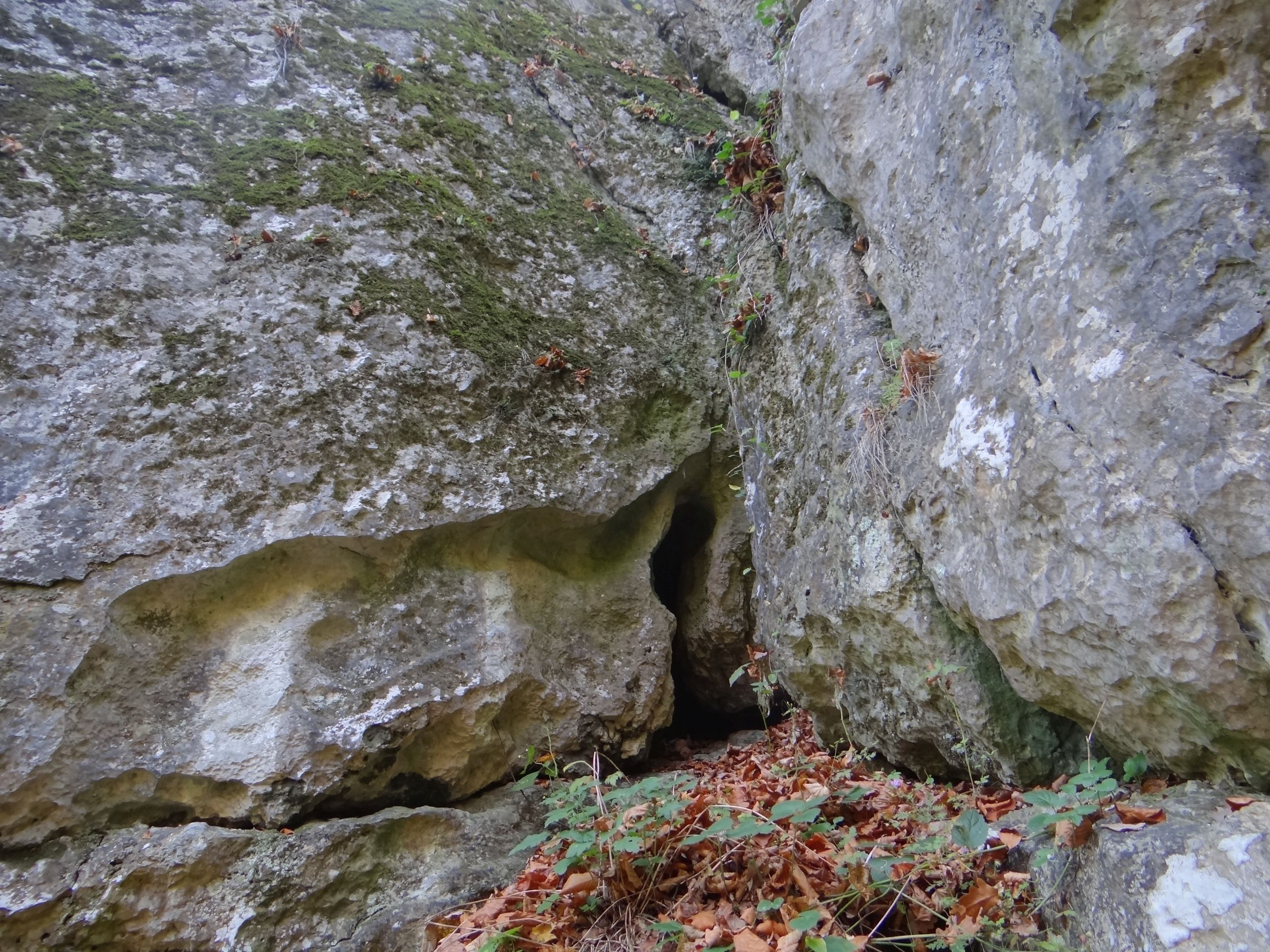
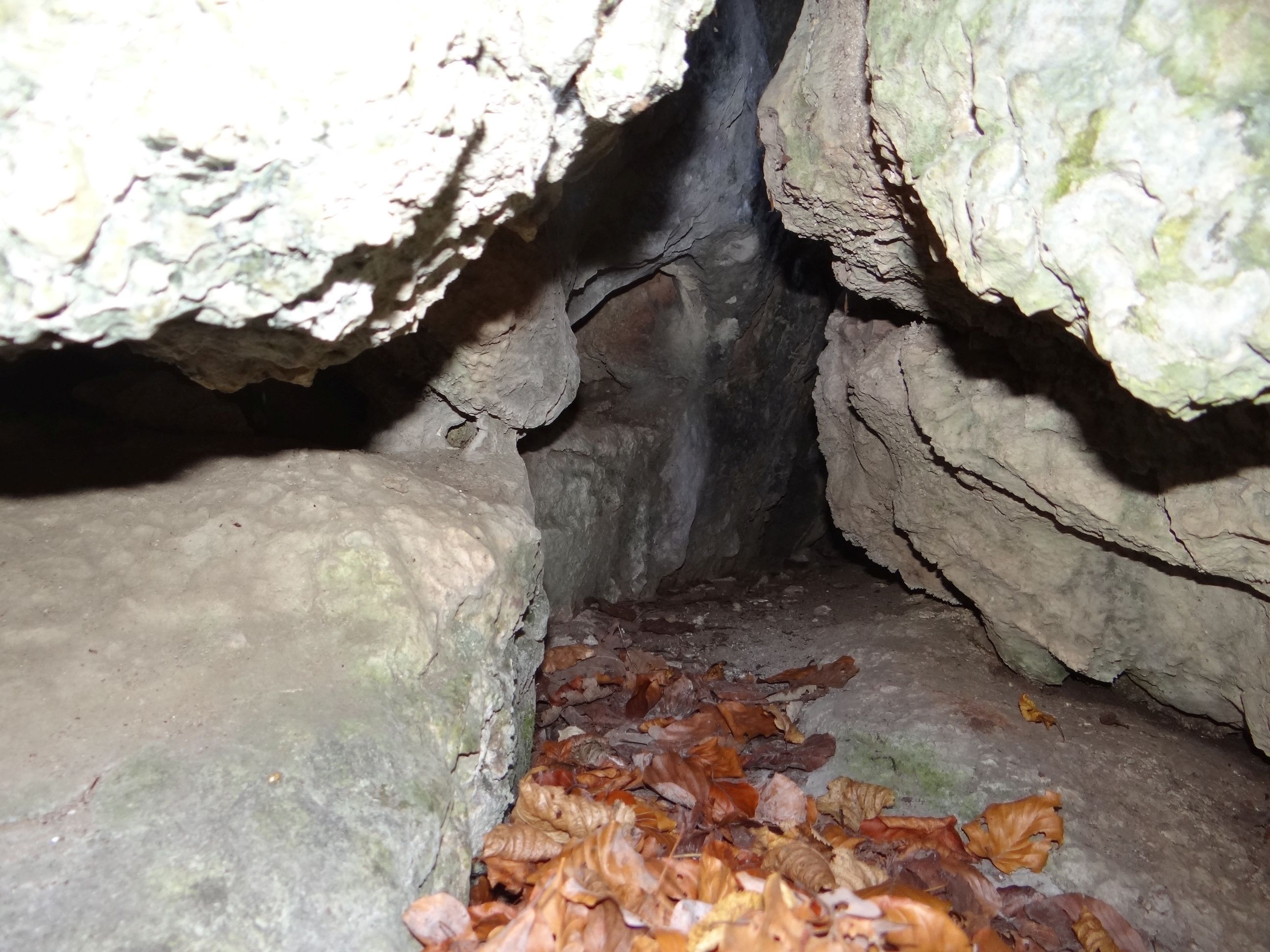
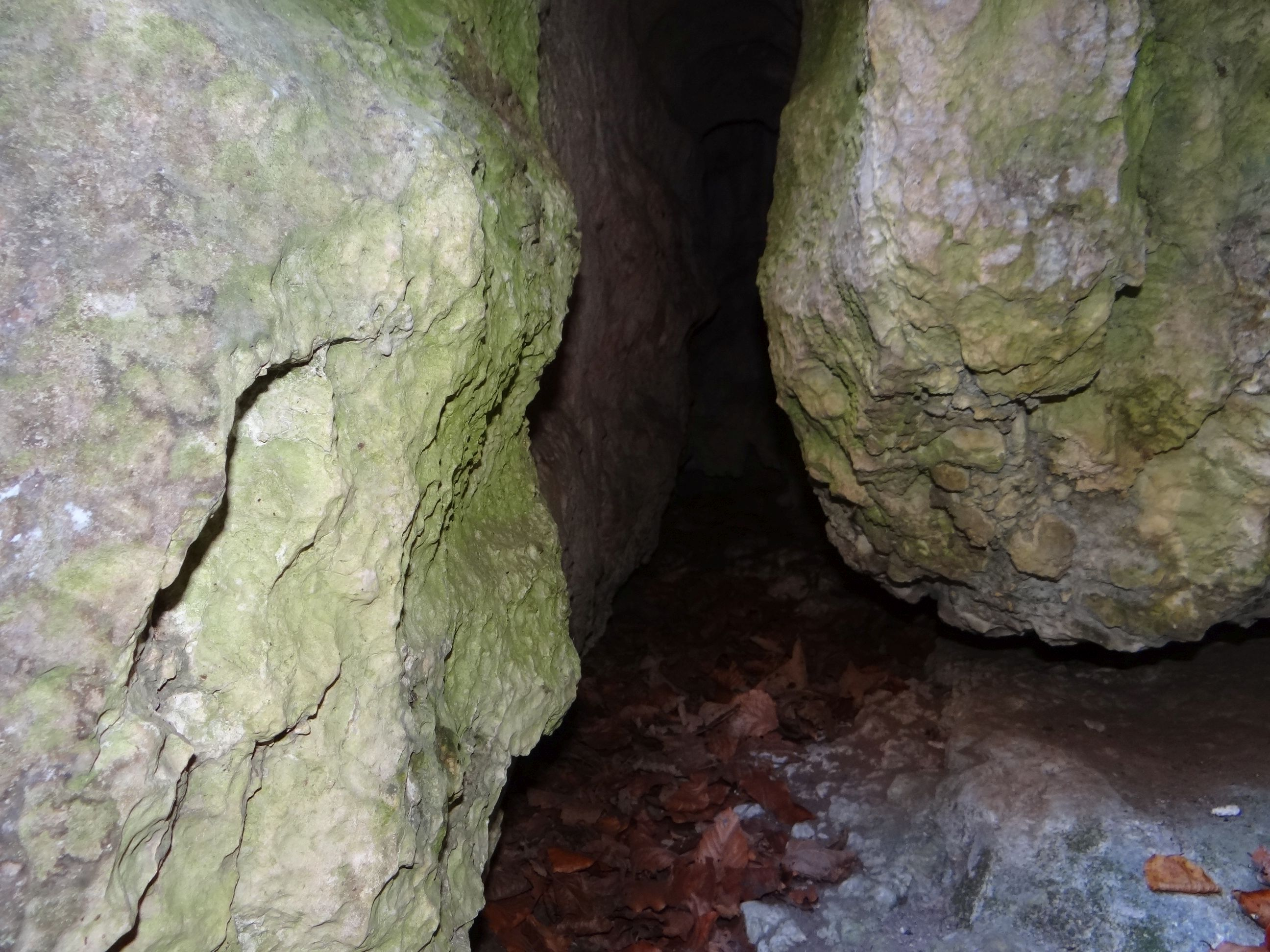